# بورووینکا (شهرستان ولسکی، استان آرخانگلسک)
بورووینکا (به لاتین: Borovinka) یک منطقهٔ مسکونی در روسیه است که در استان آرخانگلسک واقع شده‌است.